# Araǰin Xowmb 1994
L'Araǰin Xowmb 1994 è stata la 3ª edizione della seconda serie del campionato armeno di calcio.

## Stagione

### Novità
Al termine della passata stagione, Lori e Zangezour sono state promosse in Bardsragujn chumb.
Dalla Bardsragujn chumb sono retrocesse Kasakh, Malatia-Kilikia e Syunik. Tre nuove formazioni si sono iscritte al campionato: Arpa, BKMA Erevan e Sipan Vardenis.
Prima dell'inizio della stagione Artashat, Akhtamar, FIMA-2, Masis, BMA Ijevan, Araks Armavir, Karin, Luys-Ararat, Hachn e Malatia-Kilikia e RRUOR si sono ritirate dal torneo.
Le seguenti squadre, inoltre, hanno cambiato denominazione:
- Il Momik, rinominato in Arpa
- L'Avtogen Vanadzor, rinominato in Vanadzor
- Il Lernagorts, rinominato in Sipan

### Formula
Le dieci squadre partecipanti si affrontano due volte, per un totale di diciotto giornate. La prima classificata viene promossa in Bardsragujn chumb 1995.

## Classifica
|  | Pos. | Squadra        | Pt | G  | V  | N | P  | GF | GS | DR  |
|  | ---- | -------------- | -- | -- | -- | - | -- | -- | -- | --- |
|  | 1.   | Aragats Gyumri | 31 | 18 | 15 | 1 | 2  | 69 | 19 | +50 |
|  | 2.   | Kasakh         | 30 | 18 | 14 | 2 | 2  | 62 | 15 | +47 |
|  | 3.   | BKMA Erevan    | 25 | 18 | 11 | 3 | 4  | 49 | 20 | +29 |
|  | 4.   | Dinamo Erevan  | 23 | 18 | 9  | 5 | 4  | 49 | 31 | +18 |
|  | 5.   | Arpa           | 19 | 18 | 8  | 3 | 7  | 38 | 39 | -1  |
|  | 6.   | Kumayri        | 16 | 18 | 5  | 6 | 7  | 28 | 34 | -6  |
|  | 7.   | Eghvard        | 10 | 18 | 5  | 0 | 13 | 34 | 65 | -31 |
|  | 8.   | Vanadzor       | 10 | 18 | 4  | 2 | 12 | 21 | 46 | -25 |
|  | 9.   | Tufagorts      | 9  | 18 | 3  | 3 | 12 | 23 | 70 | -47 |
|  | 10.  | Sipan Vardenis | 7  | 18 | 3  | 1 | 14 | 20 | 54 | -34 |

Legenda:
      Promossa in  Bardsragujn chumb 1995
Note:
Due punti a vittoria, uno a pareggio, zero a sconfitta.